# صالة ماراكانازينيو
صالة ماراكانازينيو (بالبرتغالية: Ginásio do Maracanãzinho‏) هي صالة مغلقة تقع في ريو دي جانيرو بالبرازيل، تتسع لـ 11800 متفرج. تستخدم غالبًا لمباريات الكرة الطائرة. تم وضع حجر الأساس لها في 1954. اُفتتحت في 24 سبتمبر 1954. جُدّدت في 2003. وهي قريبة من ملعب ماراكانا. استضافت أحداثًا مثل بطولة العالم لكرة الطائرة للرجال 1990 ومنافسات الكرة الطائرة في الألعاب الأولمبية الصيفية 2016.

## حفلات موسيقية
استضافت الصالة حفلات موسيقية لفنانين مثل :
- الجاكسون 5
- جينيسيس
- أليس كوبر
- ديب بيربل
- ذا بوليس
- نيو أوردر
- ميغاديث
- أيرون ميدن
- موتورهيد